# Geinitzina
Geinitzina es un género de foraminífero bentónico considerado un sinónimo posterior de Lunucammina de la familia Geinitzinidae, de la superfamilia Geinitzinoidea, del suborden Fusulinina y del orden Fusulinida. Su especie tipo era Textularia cuneiformis. Su rango cronoestratigráfico abarcaba desde el Pennsylvaniense (Carbonífero superior) hasta el Lopingiense (Pérmico superior).

## Clasificación
Se han descrito numerosas especies de Geinitzina. Entre las especies más interesantes o más conocidas destacan:
- Geinitzina cuneiformis †
- Geinitzina tenera †

Un listado completo de las especies descritas en el género Geinitzina puede verse en el siguiente anexo.
En Geinitzina se ha considerado el siguiente subgénero:
- Geinitzina (Kangbaoella), también considerado como género Kangbaoella